# St. James (Trinidad y Tobago)
St. James es una localidad de Trinidad y Tobago, que forma parte de la ciudad de Puerto España.

## Geografía
La localidad abarca parte de la isla Trinidad y limita al norte con Fort George, Upper St. James, Dibe-Belle Vue (las tres pertenecientes a la región de Diego Martín), Long Circular y Federation Park, al sur con el golfo de Paria, al este con Federation Park, St. Clair y Woodbrook y al oeste con Cocorite.

## Demografía
Datos demográficos de la localidad de St. James:
| Gráfica de evolución demográfica de St. James entre 2000 y 2011 |
|                                                                 |